# Black Sun Empire
Black Sun Empire est un groupe néerlandais de drum and bass produit par Rene Verdult et les frères Milan et Micha Heyboer.
Né à Utrecht, aux Pays-Bas, le groupe se forme en 1993. Néanmoins, c'est en 1997 qu'ils trouveront leur voie artistique et créeront le groupe Black Sun Empire. En 2011 le groupe s'essaye au dubstep en y disséminant quelques morceaux sur l'album Lights and Wires.

## Discographie
La majorité des productions de Black Sun Empire est sortie en vinyle.

### Vinyles
- PIRUH001 - Skin Deep / Voltage(12") (01/01/2000)
- PIRUH003 - The Silent/Bombrun(12") (01/01/2001)
- DSCI4EP01 - Mutationz EP (EP) (01/09/2001)
- DSCI4LP001 - 23 degress from vertical (LP) (01/10/2001)
- PEN007 - Telekinetic remix(12") (10/07/2002)
- DSCI4EP02 - Smoke EP(EP) (01/10/2002)
- NRV005 - Recharger remix(12") (04/10/2002)
- AND005 - Vessel/Fragment(12") (02/11/2002)
- BSE001 - The Rat/B'Negative(12") (28/11/2002)
- BSE002 - The Sun/Epilogue(12") (28/01/2003)
- BSE003 - Epilogue VIP/The Pursuit(12") (25/03/2003)
- BSE004 - Stone Faces/Ai(12") (14/05/2003)
- CITRUS009 - Unicorn MF remix/Skin Deep remix(12") (10/07/2003)
- TPT005 - Gunseller(12") (03/09/2003)
- BSE005 - Scorned/Ai VIP(12") (17/09/2003)
- BSESAM001 - The Sun VIP/Boris the Blade(12") (01/04/2004)
- BSELP001 - Driving Insane(LP) (01/05/2004)
- BSECD001 - Driving Insane + mix (CD) (01/05/2004)
- RL005 - Release Me(12") (25/06/2004)
- BSE006 - Insiders/Hydroflash(12") (13/09/2004)
- OBSE001 - Sahara/Cryogenic(bse remix)(12") (01/11/2004)
- ILL004 - B'Negative remix/Soulshaker remix(12") (10/11/2004)
- OBSE002 - Centerpod/Stranded(12") (01/01/2005)

### CD / LP
- BSELP001 - Driving Insane (2004)
- BSELP002 - Cruel & Unusual (2005)
- BSELP003 - Endangered Species (2007)
- BSELP005 - Lights and Wires (2010)
- BSELP006 - From the Shadows (2012)
- BLCKTNL004 - Variations on Black (18/11/2013)
- BLCKTNL027 - The Violent Five (2015)
- BLCKTNL014 - Until The World Ends (2015)
- BLCKTNL042 - THE WRONG ROOM (31/03/2017)